# ベルネ (オート＝サヴォワ県)
ベルネ（仏 BernexまたはBernex Dent d'Oche）は、フランスのオート＝サヴォワ県、エヴィアン＝レ＝バンの南東にあるコミューン。レマン湖南のシャブレ山塊massif du Chablaisの代表的な山ダン・ドッシュDent d'Ocheへの登山口で、冬はスキー場が開設される。